# Talizat
Talizat é uma comuna francesa na região administrativa de Auvérnia-Ródano-Alpes, no departamento de Cantal. Estende-se por uma área de 37,47 km². Em 2010 a comuna tinha 609 habitantes (densidade: 16,3 hab./km²).